# Хоровод
Хоровод (корогод) — найдавніший вид обрядово-ігрових танків синкретичного типу.

## Зв'язок з порами року
Хороводи розвиваються з замкненого кола[джерело?] і супроводяться антифонним співом — піснею, зміст якої і настрій відбиває хореографічний рисунок, танцювальний ритм кроків і жести. З введенням християнства  традиційні хороводні ігри пов'язалися з церковним календарем і зазнали деяких змін.
Виконання їх колись пов'язувалося з обрядовими діями, традиційною зустріччю весни (весняний цикл танців), відзначенням літа (купальський цикл танців), зустріччю Нового року. Усі хороводи позначені характером хліборобського життя і з ним пов'язаними змінами пір року.
Найвідоміші і найпоширеніші хороводи весняного циклу: веснянки і гагілки (дівочі танці, виконувані від Благовіщення до Великодня). На літо припадає купальський цикл — мішані танці хлопців і дівчат у ніч під Івана Купала.

## Соціально-побутові хороводи
Є ще хороводи обжинкові, косарські, різдвяноноворічні та обрядові весільні й похоронні. Дівчата в хороводах залюбки переодягаються за русалок, мавок, ляльок тощо і прикрашуються квітами, вінками. Мета цих ігор — приворожити собі щастя в любові та майбутньому подружжі. В інших обрядових хороводних танках часто вживаються маски та костюми, які зображають ведмедя, козу, бабу, діда, цигана, жида, смерть тощо. У старовинних хороводах відбивається віра і залежність від сил природи, пізніші мають соціально-побутовий характер.

## Сучасний стан
Хороводні пісні дуже популярні в Україні[джерело?]. Їх люблять співати наші бабусі й дідусі. Щороку на Купала проводять хороводи і співають. Дівчата виводячи хороводи співають хороводні пісні.
Тепер хороводи втратили своє обрядове значення. Вони міцно увійшли до репертуару професіональних і самодіяльних виконавських колективів, особливо дитячих.

## Види хороводів
За темами хороводи можна поділити на три групи:
- до першої належать хороводи, в яких відображаються трудові процеси («А ми просо сіяли, сіяли», «Мак», «Шевчик», «Бондар», «Коваль» та ін.);

- до другої — хороводи, де відбито родинно-побутові відносини трудового народу («Перепілка», «Ой гілля-гілочки», «Пташка» тощо);

- до третьої — хороводи, в яких знайшли свій вияв патріотичні почуття народу, оспівується рідна природа («Кривий танець», «А вже весна», «Марена» та ін.).

Хороводи являють собою синтетичний вид народної творчості, в якому органічно злиті поезія, музика та хореографія. Ідейний зміст того чи іншого хороводу розкривається в пісні. Отже, текст в обрядових танцях має першорядне значення, бо він визначає зміст танцю та його хореографічний малюнок.